# جنگ آناستازی
جنگ آناستازی نام درگیری‌های میان ایران و روم در زمان ساسانیان و میان سال‌های ۵۰۲ تا ۵۰۶ میلادی است. از سال ۴۴۰ میلادی این نخستین برخورد بزرگ میان امپراتوری روم شرقی و ایران بود و خود زمینهٔ جنگ‌های دامنه‌دار دو قدرت جهان باستان را برای صد سال آینده فراهم آورد.

## پیش‌زمینه

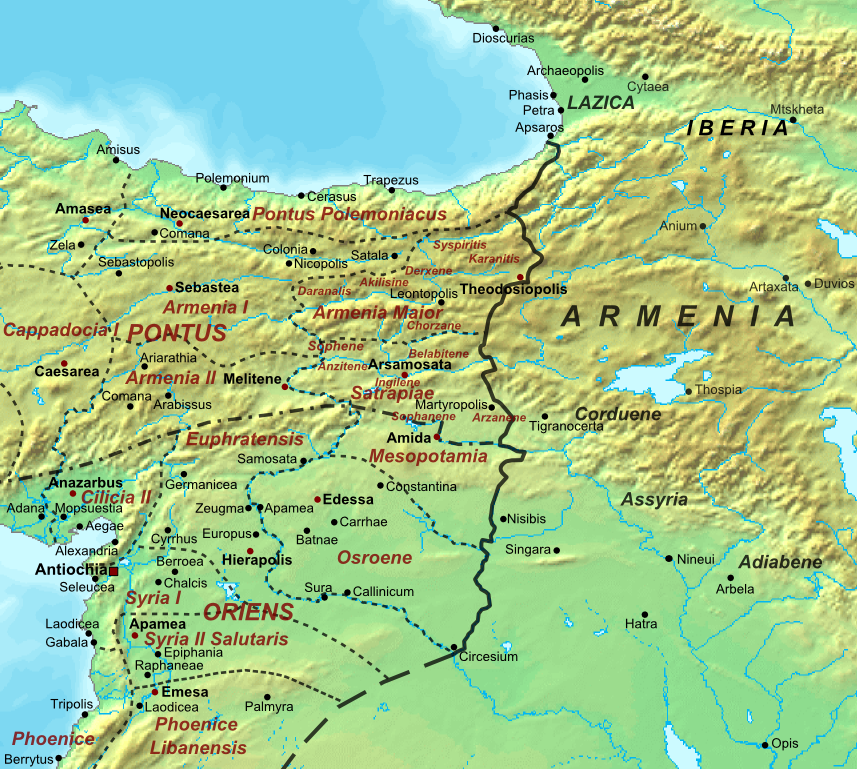
مرزهای روم شرقی و ایران در سدهٔ پنجم میلادی

این جنگ پس از صلحی دراز رخ داد. قباد یکم — که در قبال یاری رساندن به هپتالیان برای رسیدن به تاج‌وتخت، وامدار ایشان بود — نیاز بسیاری به منابع مالی داشت. طغیان دجله نیز سبب قحطی و تنگدستی گشته بود. قباد دست به دامان آناستاسیوس یکم امپراتور روم شرقی گشت ولی آنگاه که آناستاسیوس از یاری ایرانیان خودداری نمود، قباد کوشید به زور متوسل گردد.

## جنگ
در ۵۰۳ میلادی ارزروم — یکی از مناطق مرزی — با پشتیبانی نیروهای بومی به دست قباد افتاد. رومیان به زودی شهر را پس گرفتند ولی سپاهیان قباد آمد را در پاییز و زمستان همان سال محاصره نمودند. پس از محاصره بی‌حاصل، ایرانیان به اسروئن تاختند و رها نیز به همان شکل به محاصره درآمد. در ۵۰۴ میلادی در پی تاخت هون‌ها به ارمنستان دو طرف به‌طور موقت دست از جنگ کشیدند. پس از آن، بر اثر بدگمانی باز هم درگیری‌هایی میان دو سوی درگیر رخ داد ولی سرانجام در ۵۰۶ پیمان صلحی بسته شد. بر پایهٔ این پیمان دو طرف تا هفت سال را در آشتی می‌ماندند.